# Kahtla
Kahtla – wieś w Estonii, w prowincji Sarema, w gminie Laimjala. Kilka kilometrów na południowy wschód od wsi znajduje się Latarnia morska Laidunina, 7 marca 2005 roku wpisana na listę narodowych zabytków Estonii pod numerem 27283.